# Свети Йоан Предтеча (Ръмби)
„Свети Йоан Предтеча“ (на гръцки: Ιερός Ναός Τιμίου Προδρόμου) е православна манастирска църква край преспанското село Ръмби (Лемос), Гърция, част от Леринската, Преспанска и Еордейска епархия на Вселенската патриаршия, под управлението на Църквата на Гърция.

## Местоположение
Църквата е разположена на 2 km западно от селото в посока към Преспанското езеро, на хълма Горица (920 m), с отлична гледка към езерото и границата със Северна Македония.

## История
На мястото е имало развалини от стар манастир и неголяма църква. Според традицията църквата е от 1862 година. В началото на XX век селяните екзархисти от Ръмби възстановяват храма, който е осветен в 1910 година от митрополит Борис Преспански и Охридски при стичане на поклонници от цяла Преспа. Съборът е на 14 юли стар стил, Секновение.

## Описание
В архитектурно отношение е трикорабна базилика с дървен покрив.